# Потоско халколитно селище
Потоското халколитно селище (на гръцки: Προϊστορικός Οικισμός Αγίου Αντωνίου Ποτού) е халколитно селище край тасоското село Потос, Гърция, съществувало около 1000 години от 5500 до 4500 г. пр.н.е.
Селището е разкрито при разкопки през периода 2009 – 2010 година, на морския бряг, в подножието на хълма Агиос Антониос, разположен южно от село Потос, и продължава да се изследва. Морското разположение е позволявало развитието на търговия. Разкрити са общо девет сгради с каменни основи и тухлени надстройки и остатъци от керамика извън и в дворовете. Сградите са една стая с правоъгълен план, и само една овална. Близостта на сградите и използването на общи стени говори за здрави връзки между жителите. В две от сградите е използвана зидарията рибена кост. Открити са свидетелства за връзки на селището с другите егейски острови – керамиката е с минойска украса, като за пръв път такава е идентифицирана на изток от Халкидика. Открит е и трикрак статив, гравиран със символи, както и следи от металургична дейност. Мъртвите са поставяни в свито положение. Разкритите слоеве са от края на неолита – IV хилядолетие, датирани с С14 между 3900 и 3600 г. пр.н.е.
В северната част на селището са открити гробове от II, III и IV век, пробладаващо погребения с ковчег. Открити са и вази и бижута, а в един от гробовете буркан с 22 сребърни и бронзови монети. Също така са идентифицирани две внушителни семейни гробници вкопани в скалата и частично изградени.